# Hithlum
Hithlum znamenající v sindarštině Mlhavá země (v quenijštině Hísilómë) je zemí nacházející se ve fiktivním světě J.R.R. Tolkiena. Hithlum se stal sídlem velekrálů Noldor Fingolfina a jeho syna Fingona. O Hísilómë jsou zmínky v Silmarillionu, Nedokončených příbězích Númenoru a Středozemě, The History of Middle-earth a Húrinových dětech.

## Popis
Hithlum je rozlehlá a chladná země, která se v prvním věku nacházela severozápadně od zemí Beleriandu. Z východu a jihu jej hory + oddělovaly od planiny Ard-galen a zbytku Beleriandu, na západě pak hranici mezi ním a zmrzlou zemí Lammoth tvořily vrcholky hor Ered Lómin. Jižní část Hithlumu byla Mithrimskými horami rozdělena na dvě části. Země v jihozápadním cípu Hísilómë byla známa jako Dor-lómin, ta v jihovýchodním pak jako Mithrim. Na severní hranici Mithrimu leželo stejnojmenné jezero.

## Role v příběhu

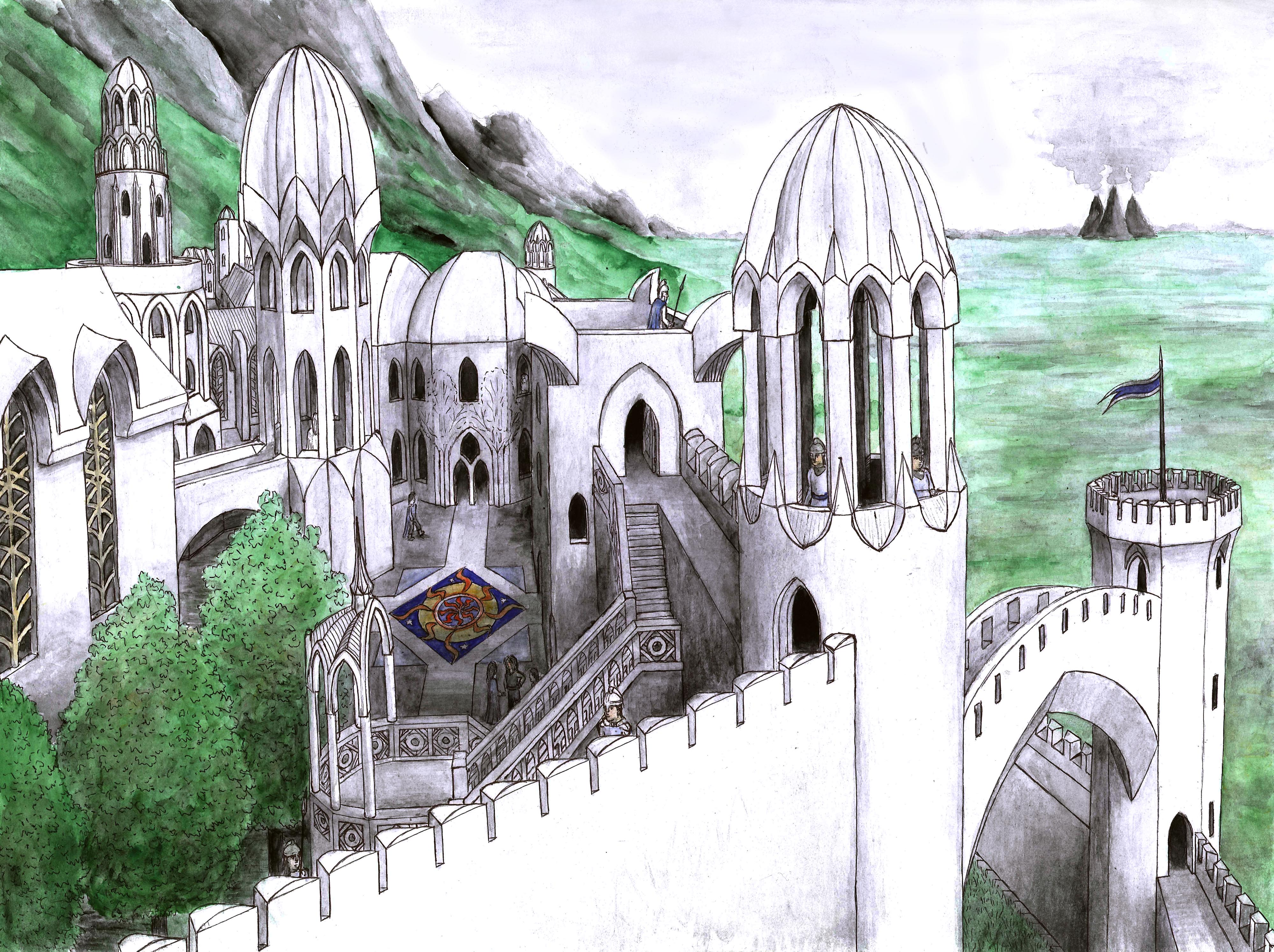
Fingolfinova pevnost Barad Eithel na ilustraci Matěje Čadila

Prvními obyvateli Hithlumu se stali ještě před východem Slunce Sindar. Své jméno však země získala až s příchodem vyhnaných Noldor prchajících z Amanu, kteří zde byli překvapeni hustou mlhou vyslanou Temným pánem Morgothem. Následně zde Noldor drtivě porazili Morgothovi skřety v bitvě pod hvězdami, načež zde založili nejmocnější ze svých říši, jejímž vládcem se stal velekrál noldorských elfů ve Středozemi Fingolfin.
Centrum Fingolfinovy říše leželo u jezera Mithrim, kde se usadila největší část jeho lidu, který se zde postupně smísil s tamějšími Sindar. Fingolfin však nechal svou hlavní pevnost Barad Eithel zbudovat na východní straně hor Ered Wethrin u pramene Sirionu, odkud hlídal planinu Ard-galen před Morgothovými výpady. Správu Dor-lóminu svěřil Fingolfin svému nejstaršímu synovi Fingonovi. Po příchodu lidí do Beleriandu vstoupil do Fingolfinových služeb třetí dům Edain, který byl usídlen právě v kraji Dor-lómin. I díky statečné pomoci mužů z Hadorova domu se Noldor v Hithlumu udrželi i po těžké porážce v Dagor Bragollachu. V hněvu způsobeném touto katastrofou odjel osamocený Fingolfin vyzvat na souboj muže proti muži samotného Morgotha. Temný pán nakonec v souboji velekrále Noldor přemohl a zabil, načež se králem Hithlumu a hlavou Noldor stal jeho syn Fingon.
Téměř obklíčené království bylo Morgothovými sluhy obsazeno po bitvě nespočetných slz v roce 473, v níž padla většina hithlumských elfů včetně velekrále Fingona a všichni dor-lóminští válečníci až na hlavu Hadorova domu Húrina, který byl jediný vzat do zajetí. Po bitvě byli přeživší elfové z Hithlumu odvlečeni do kobek Angbandu a země byla spolu s ženami, dětmi a starci z Hadorova domu Morgothem jako odměna přenechána Východňanům.
Z Dor-lóminu pocházel mimo jiné proslulý drakobijec Túrin syn Húrinův, kterého kvůli kletbě Temného pána potkal tragický osud.
Morgothovi služebníci ovládali zemi až do konce prvního věku, kdy ve válce hněvu došlo k zpustošení a zkáze celého Beleriandu a Hithlum spolu s dalšími zeměmi na západ od Ered Luin klesl na dno moře.